# Oxira transversa
Oxira transversa là một loài bướm đêm trong họ Noctuidae.